# Pseudosinella hirsuta
Pseudosinella hirsuta är en urinsektsart som först beskrevs av Delmare 1949.  Pseudosinella hirsuta ingår i släktet Pseudosinella och familjen brokhoppstjärtar. Inga underarter finns listade i Catalogue of Life.